# Юнібаккен
Юнібаккен (швед. Junibacken) — дитячий культурно-розважальний центр, «музей казок», розташований в Стокгольмі на острові Юргорден.
У музеї змодельовані місця з різних дитячих творів шведських письменників, перш за все Астрід Ліндгрен, а також Туве Янссон, Ельзи Бесков і ряду інших, які можна не тільки оглянути, але й пограти в них. Щодня проводяться спектаклі та інші дитячі розважальні заходи. У музеї є також ресторан і книгарня, в якій можна придбати дитячі книги на різних мовах.
Назва музею походить з твору Ліндгрен «Мадікен і Пімс з Юнібаккену» (Юнібаккен в перекладі означає «червнева гірка»)
Юнібакен не є музеєм згідно з визначенням Міжнародної ради музеїв, оскільки він не має колекцій. Однак, Юнібаккен член як Шведського об'єднання музеїв, так і Міжнародної ради музеїв.

## Історія
Ініціатором створення Юнібаккену є Стаффан Гетестам, який завжди вважав, що музеї нудними, коли він був маленьким. Він мав бачення побудови чогось іншого, ніж звичайний дитячий музей, він хотів побудувати щось грайливе та інтерактивне. У дитинстві він любив театр, тому метою було поєднати ідею театру з культурним центром для дітей. Гетеста запропонув це Астрід Ліндгрен: "Коли я запитав Астрід, чи хоче вона позичити її казку, вона відповіла: Так... але на умові. Я хочу, щоб також були залучені інші автори та творці. Музей Астрід Ліндгрен мені не потрібний!" Так виникла ідея дитячого будинку культури з тривимірною побудовою казкових середовищ, щоб покоління за поколінням дітей могло бути в казках.
Він був офіційно відкритий шведською королівською сім'єю 8 червня 1996 року. Він є п'ятим найбільш відвідуваним туристичним місцем Стокгольма. Він присвячений шведській дитячій літературі, але особливо Астрід Ліндгрен. За межами будівлі знаходиться бронзова статуя Ліндгрен. Художній напрямок і образи для оформлення інтер'єру зробив шведський художник Маріт Тернквіст, який раніше робив ілюстрації для більш нових версій книг Ліндгрен.
У 2006 році сцена з драконом, що на шляху Казкового Поїзда була змінена, щоб стати менш страшною. Спочатку драконова сцена показала, що гості проїждають перед нею, бачачи дракона зблизька. Це було змінено тому що він лякав багатьох дітей, які їздили на Поїзді. Інша відмінність полягає в тому, що старий дракон трохи рухався, ревучи, коли бачив гостей. Він був виготовлений з латексу. Новий дракон не рухається і зроблений з металу.

## Театр
Головне завдання Юнібаккену - пробудити інтерес до читання. Основну роль в цьому відіграє театр, і їх робота завжди спирається на якусь книгу або твір автора. Вони самі ставлять всі п'єси, пишуть сценарії, музику, створюють сценографію і костюми і показують до семи вистав в день. На даний момент трупа складається з дванадцяти акторів, які протягом року беруть участь майже в 1600 виставах.

## Казковий поїзд
Також однією з особливостей музею є казковий поїзд, на якому відвідувачі можуть подорожувати по сценам з книг Астрід Ліндгрен. Декорації виконані з ілюстрацій художниці Маріт Тернквіст, яка працювала з Астрід Ліндгрен.
Супровідний текст казкової подорожі перекладений на 15 мов. Ви можете обрати англійську, російську, німецьку, нідерландську, іспанську, французьку, італійську, арабську, японську, естонську, китайську, данську, норвезьку і польську. Якщо ви вибираєте шведський текст, то ви можете почути голос самої Астрід Ліндгрен.

## Робочий день і ціна
В будь-який будній день парк працює з 10 по 17, влітку до 18. Для дітей до двох років вхд безкоштовний. За дитину віком 2-15 років потрібно буде заплатити 165 шведських крон. Дорослий може зайти в парк за 195 крон.